# Valéry Bury
Valéry Bury (Binche, 11 juni 1878 – ?, 13 juni 1959) was een Belgisch componist, militaire kapelmeester en hoboïst.

## Levensloop
Bury behaalde prijzen voor hobo en harmonie. Hij werd lid van het Groot Harmonieorkest van de Belgische Gidsen te Brussel en in deze tijd studeerde hij verder tot het examen voor kapelmeester, wat hij met het beste resultaat behaalde.
Later werd hij kapelmeester bij het Militaire Muziekkorps van de 5e Lansiers. In 1906 werd hij kapelmeester van het muziekkorps van het 4e Linie Regiment te Brugge, een orkest dat bijzonder actief was in het muziekleven van de stad. In 1910 gaf het 22 concerten voor de cercle artistique en ook parkconcerten. In 1920 werd hij dirigent van het Muziekkorps van het Regiment Grenadiers. Met dit elite-harmonieorkest trad hij onder andere in de Parijse Opéra Garnier op. Van 1927 tot 1932 was hij Inspecteur van de militaire muziek. Nadat hij in 1932 met pensioen ging werd hij benoemd tot ere-inspecteur van de Belgische militaire muziek, de laatste met deze titel.
Hij dirigeerde talrijke amateur HaFa-orkesten, waaronder de Fanfare Royale en de Fanfare Royale 1870, Leval-Trahegnies.
Als componist schreef hij verschillende werken voor harmonie- en fanfareorkest.

## Composities

### Werken voor harmonie- en fanfareorkesten
- Allegro militaire
- Bosquet-Ville fantaisie
- Charles Maton
- Confraternité
- Le Chef de corps
- Le Montagnard
- March of the "Troisième Régiment de Chassuers à Pied (Mars van het 3e Regiment Jagers te voet)"
- Marches des Footballistes
- Mars van het 13e Linie Regiment
- Mars van het 24e Linie Regiment
- Souvenir de Fouras, voor altsaxofoon solo en harmonieorkest
- Souvenir de Ten Brielen
- Union Heureuse, gavotte